# Binic
Binic (tiếng Breton: Binig, Gallo: Binic) là một xã của tỉnh Côtes-d'Armor, thuộc vùng Bretagne, tây bắc Pháp.

## Dân số
Người dân ở Binic được gọi là Binicais hoặc Binicats.